# Alyssum minutum
Alyssum minutum là một loài thực vật có hoa trong họ Cải. Loài này được Schltdl. ex DC. mô tả khoa học đầu tiên năm 1821.